# Coś się kończy, coś się zaczyna (zbiór opowiadań)
Coś się kończy, coś się zaczyna – zbiór ośmiu opowiadań z gatunku fantasy, napisanych przez Andrzeja Sapkowskiego. Każde poprzedzone jest komentarzem odautorskim, zostało ponownie zredagowane, przez co stało się wierniejsze oryginałowi. Zbiór został wydany w roku 2000 przez SuperNową.
W roku 2012 zbiór rozszerzono dwa opowiadania (Maladie i krótsze Spanienkreuz) i wydano pod nowym tytułem Maladie i inne opowiadania. Był wznowiony jako ebook w 2017 r.

## Spis opowiadań
W oryginalnej antologii znajdują się:
- Droga, z której się nie wraca – związane z cyklem wiedźmińskim.
- Muzykanci – uhonorowane w 1990 nagrodą Fundacji Literackiej im. Natalii Gall.
- Tandaradei!
- W leju po bombie – nagrodzone w 1993 na Polconie w Lublinie nagrodą im. Janusza A Zajdla.
- Coś się kończy, coś się zaczyna – opowiadanie w którym występują postaci z sagi o wiedźminie, niezwiązane jednak z nią fabularnie.
- Bitewny pył – znane również jako „Battle Dust”, czyli fragment rzekomej space opery.
- Złote popołudnie – nominowane w 1997 do nagrody im. Janusza A. Zajdla.
- Zdarzenie w Mischief Creek

Dodatkowo w rozszerzonym zbiorze Maladie i inne opowiadania:
- Spanienkreuz – opublikowanym w 2007 roku w czasopiśmie Nowa Fantastyka
- Maladie – wydanym w roku 1995 w zbiorze Świat króla Artura. Maladie

## Odbiór
W 2001, Mariusz Cieślik recenzując zbiór dla Gazety Wyborczej napisał, że opowiadania ze zbioru, wszystkie publikowane wcześniej w innych miejscach, są "zręcznie napisane w różnych konwencjach: mamy horror, fantasy, space operę czy "klasyczne" science fiction", jednak skrytykował je też pisząc "Większość [opowiadań ze zbioru] sprawia wrażenie pisanych dla sztubackiego dowcipu bądź literackiej zabawy" a także, że "głównym powodem wydania książki jest zaznaczenie obecności [pisarza] na rynku.
Zbiór zrecenzował też w tym samym roku Tomasz Pacyński dla fanzinu Fahrenheit, krytykując go za brak nowych opowiadań i uznając go za "edytorsko chybiony", interesujący raczej tylko tych, którzy chcą mieć te opowiadania zebrane w jednym, estetycznie wydanym zbiorze pasującym do reszty wydań SuperNowej, równocześnie jednak pisząc, że z "Warto tomik kupić, warto go przeczytać".
W 2012 zbiór Maladie i inne opowiadania zrecenzował dla portalu Poltergeist (polter.pl) recenzent o pseudonimie Camillo. Do dwóch najlepszych utworów zaliczył "Coś się kończy, coś się zaczyna" ("zdecydowanie najzabawniejsze opowiadanie w zbiorze") i "W leju po bombie", które uznał za także zabawną satyrę polskiej rzeczywistości lat 90. Za trzecie najlepsze uznał "Zdarzenie w Mischief Creek", pisząc, że "jest przykładem solidnego rzemiosła i zasługuje na wyważone oklaski". O "Bitewnym pyle" napisał, że jest "opowiadanie-prowokacja, udające fragment większej całości i złośliwie kończące się w najciekawszym momencie", co może rozbawić pisarza, ale raczej nie czytelników. Krótki "Spanienkreuz" (dodany do antologii Maladie...) napisany dla hiszpańskojęzycznej antologii o bombardowaniu Guerniki uznał za ciekawostkę. "Maladie" uznał za poruszające dla niektórych czytelników, ale być może nużące innych nadmiarem "poruszających scen". Za najsłabsze opowiadania ze zbioru uznał "Tandaradei!" i "Muzykantów", krytykując je jako nudne, a "Muzykantów" specyficznie jako chaotyczne napisane. Do słabych utworów zaliczył też "Drogę, z której się nie wraca", które skrytykował za "urywaną narrację i naciągane zwroty akcji". W podsumowaniu uznał antologię za prezentację ewolucji literackiej kariery Sapkowskiego, który "może nie wielkim, ale sprawnym i poczytnym pisarzem jest".
Także w 2012 Maladie i inne opowiadania doczekał się krótkiej zapowiedzi w fanzinie Esensja; recenzent uznał, że Maladie to "opowiadanie legendarne" i że warto będzie zapoznać się z tekstami „Złotego popołudnia” i „W leju po bombie”, które spodziewał się tam zobaczyć.